# Tonenburg
Die Tonenburg ist eine Trutzburg in der Nähe des ostwestfälischen Dorfes Albaxen im Kreis Höxter in Nordrhein-Westfalen. Die Höhenburg steht oberhalb der Weser und in Sichtweite der Benediktinerabtei Corvey an der Bundesstraße 64 und am Weserradweg.

## Anlage
Die Anlage umfasst die Trutzburg, die Hofanlage mit Ackerhaus von 1675, eine alte Brennerei von 1660, die heute als Restaurant genutzt wird, sowie ein Roggenscheuer und Wirtschaftsgebäude von 1708. Die gesamte Burganlage wurde restauriert. Teil dieser Anlage ist auch ein 700 Jahre alter, 18 Meter tiefer Brunnen.

## Geschichte
Die Trutzburg wurde 1315 vom Corveyer Abt Ruprecht von Horhusen aus dem Adelsgeschlecht derer von Horhusen (nach anderen Angaben Ruprecht von Tomberg) zur Verteidigung gegen die Braunschweiger Herzöge und die Grafen von Everstein, die auf der benachbarten Burg Everstein in Polle saßen, errichtet. Kurz nach der Errichtung wurde das Castrum überfallen und vom Grafen von Everstein eingenommen. 1332 wiederum eroberten die Welfen unter Otto und Magnus von Braunschweig die Tonenburg. 1343 verzichtete Hermann von Everstein auf seine Ansprüche auf die Tonenburg und versöhnte sich mit seinem Lehnsherrn, dem Corveyer Abt Dietrich I. von Dalwigk.
Später wurde die Tonenburg auch als Residenz und Zuflucht der Äbte von Corvey genutzt. So residierte Abt Theodor von Beringhausen zur Zeit der „Höxterschen Rebellion 1603“ auf der Tonenburg.
In südlicher Nähe des Gutes Tonenburg wurde in Höxter-Nachtigall von 1795 bis 1923 in der „Braunkohlegrube Nachtigall“ Braunkohle unter Tage abgebaut und gehörte zu den Alkaliwerken Ronnenberg. Ebenfalls in der Nähe der Tonenburg befand sich die Tongrube der Feldbrandziegelei Johann Buch. Später wurde die Grube bis in den 1980er Jahren zur Müllentsorgung genutzt.
1995 wurde die Burg von Viktor, Herzog von Ratibor und Fürst zu Corvey, an das Ehepaar Norbert und Paula Pirone verkauft, das bereits seit 1978 mit der Villa Löwenherz in Lauenförde eine Gastronomie- und Beherbergungsstätte für Motorradfahrer unterhielt. Die gesamte Anlage der Tonenburg wurde bis 1998 ebenfalls zu einem Motorradtreff umgebaut. Mit diesem Konzept konnte das Gebäude wirtschaftlich erhalten werden.

## Heutige Nutzung

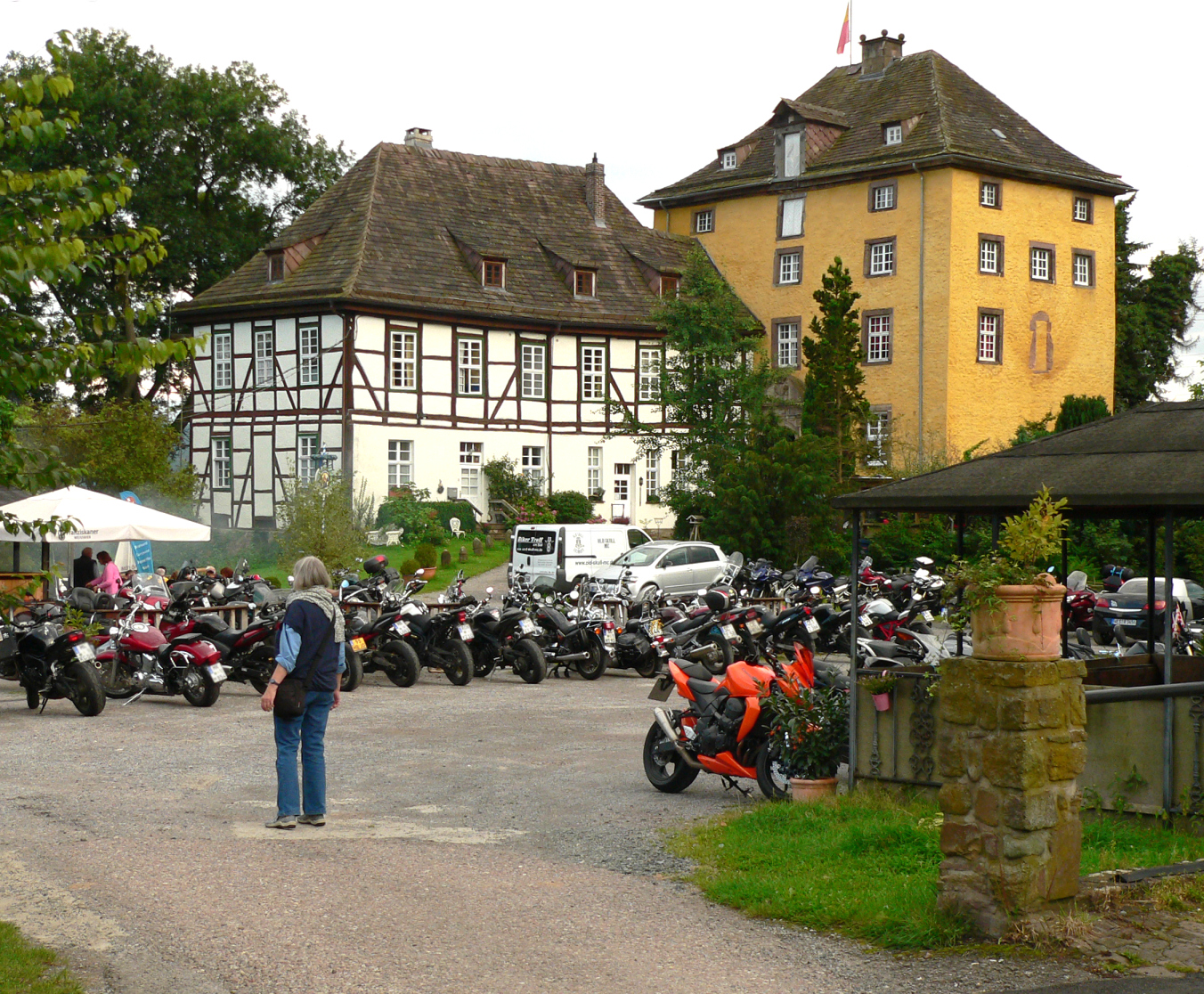
Tonenburg mit parkenden Motorrädern (2017)

Heute bietet die Burg Zimmer zur Übernachtung, ein Bettenlager und eine Zeltwiese. Für größere Feste und Feiern steht das Alte Ackerhaus zur Verfügung, in dem auch der gemeinnützige Verein ClubMusik e. V. regelmäßig Konzerte namhafter Bands aus den Bereichen Rock und Blues veranstaltet. Auch die Diskothek Ballhaus Felsenkeller hat hier ihre Heimat im Rahmen von Revival-Partys gefunden.